# Henry Moule

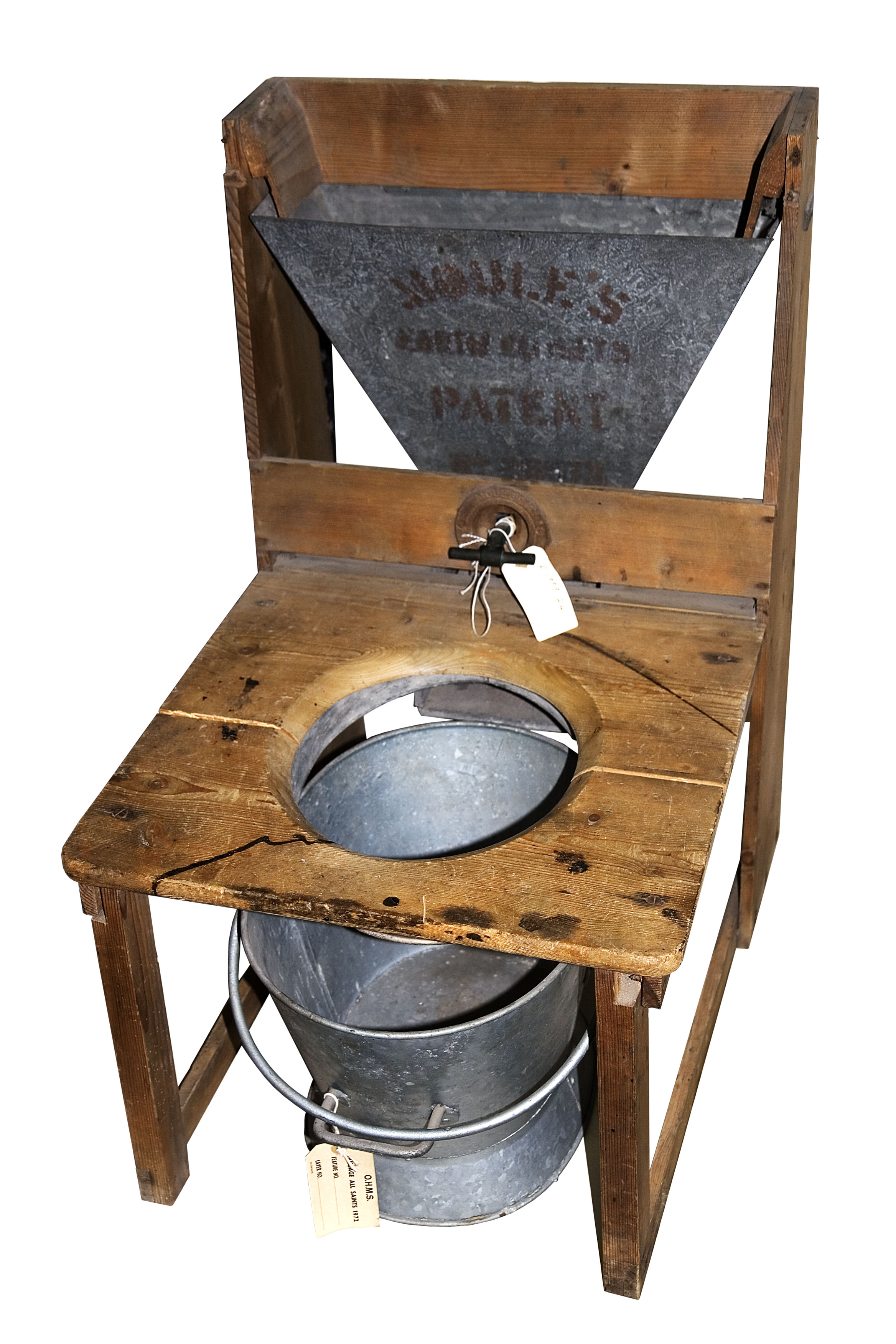
Henry Moule's composttoilet, 1875

Henry Moule (Melksham, 27 januari 1801 - Fordington, 3 februari 1880) was een Engelse Anglicaanse priester, auteur en uitvinder van het composttoilet.

## Leven
Geboren en getogen in Melksham studeerde Moule na de Marlborough grammar school aan de St. John's College in Cambridge, waar hij in 1821 afstudeerde. In 1824 huwde hij Mary Mullett Evans, met wie hij acht zonen kreeg. Tussen 1824 en 1829 werkte Moule in Melksham, waarna hij met zijn familie naar Fordington verhuisde. Daar werkte hij als vicaris tot aan zijn overlijden in 1880.

## Werk

### Composttoilet
Tijdens cholera-epidemie van 1849 en 1854 merkte Moule op dat veel woningen ongezond waren. In de zomer van 1858, toen in Londen de stank van menselijk afval buitengewoon opvallend was, ontwierp hij zijn composttoilet. Met zijn partner James Bannehr vroeg hij er een patent op aan, dat op 28 mei 1860 onder nummer 1316 werd toegekend.